# José Ramón Bermell
José Ramón Bermell Sabater (Palma de Mallorca, España, 26 de marzo de 1962) es un exfutbolista español que se desempeñaba como Guardameta.

## Clubes
| Club           | País   | Año       |
| -------------- | ------ | --------- |
| Valencia C. F. | España | 1981-1986 |
| Cádiz C. F.    | España | 1986-1992 |
| Real Zaragoza  | España | 1992-1993 |